# Колокша (приток Клязьмы)
Ко́локша (Ко́лакша, Кола́кша, Кула́кша, Кула́чка, Калакша, Колахша) — река во Владимирской области России, левый приток среднего течения Клязьмы (бассейн Волги). Течет через Кольчугинский, Юрьев-Польский и Собинский районы. Длина — 146 км, площадь водосборного бассейна — 1430 км².
На реке расположены город Юрьев-Польский и посёлок Ставрово.

## Описание
Колокша образуется около урочища Марцыно к западу от села Фроловское (Юрьев-Польский район Владимирской области). Генеральным направлением течения реки является юго-восток. Впадает в Клязьму на высоте 96 м над уровнем моря около деревни Угор. Средний уклон — 0,355 м/км. Река небольшая, быстрая, живописная, протекает среди холмистых, большей частью открытых, берегов.
В верхнем течении берега реки круты, высоки; в среднем течении болотисты и низменны, в нижнем — пойменные луга. Имеется несколько плотин.
В ноябре замерзает до апреля.
Не судоходна. Течение быстрое. Развит водный туризм.

## Данные водного реестра
По данным государственного водного реестра России относится к Окскому бассейновому округу, водохозяйственный участок реки — Клязьма от города Орехово-Зуево до города Владимир, речной подбассейн реки — бассейны притоков Оки от Мокши до впадения в Волгу. Речной бассейн реки — Ока.
Код объекта в государственном водном реестре — 09010300712110000032099.

## Притоки
(расстояние от устья)
- 19 км: река Колочка
- 42 км: ручьи Семига (Самга)
- 46 км: река Куфтига
- 56 км: река Еза
- 58 км: река Яхрома
- 69 км: река Тома
- 86 км: река Чёрная
- 98 км: река Выкрос
- 102 км: река Вошенка
- 109 км: река Кучка
- 115 км: река Сега
- 120 км: река Гза (лв)
- Жеребчиха (пр)
- Калифка (лв)
- Мещерка (пр)
- Каменка (лв)

## История
На Колокше в годы междоусобиц происходило несколько битв:
- Сражение на Колокше (1097)
- Липицкая битва (1176)
- Сражение на Колокше (1177)
- Липицкая битва (1216)
- В Семьинском городище на левом берегу Колокши найден стиль-писа́ло типа 4[14].